# Jacques Bangou
Pour les articles homonymes, voir Bangou.
Jacques Bangou, né le 27 octobre 1950, est un homme politique français. Il a été maire de Pointe-à-Pitre en Guadeloupe de 2008 à 2019.

## Biographie
Jacques Bangou est le fils de l'homme politique Henri Bangou, qui fut maire de la Pointe-à-Pitre de 1965 à 2008 et sénateur de la Guadeloupe.
Il est élu conseiller général du canton de Pointe-à-Pitre-1 lors des cantonales de 2004 et est réélu en 2011.
Il est élu maire de Pointe-à-Pitre en 2008, succédant à son père Henri Bangou.
En 2016, il est élu président du Parti progressiste démocratique guadeloupéen (PPDG).

### Procédure de révocation
Le préfet de la Guadeloupe, Philippe Gustin, lance une procédure de révocation contre Jacques Bangou le 13 mai 2019 en raison d'un déficit de 78 millions d'euros de la municipalité, relevé par la Chambre régionale des comptes (CRC).
Le 20 juillet 2019 Jacques Bangou annonce avoir envoyé au Préfet sa lettre de démission de maire mais annonce son intention de rester conseiller municipal. Josiane Gatibelza, jusqu'alors première adjointe, est élue maire par le conseil municipal le 30 juillet.